# Theodor Ganzenmüller
Theodor Ganzenmüller (* 9. November 1864 in Augsburg; † 27. Dezember 1937) war ein deutscher Maschinenbau-Ingenieur und Hochschullehrer. Er spezialisierte sich früh auf Brauereitechnik und revolutionierte mit der Einführung der Dampfmaschine um die Wende zum 20. Jahrhundert das Brauereiwesen. Dabei ersetzte er die Direktbefeuerung der Braukessel durch Dampfbefeuerung, was ihm den Beinamen Dampftheo einbrachte.

## Leben
Ganzenmüller studierte von 1883 bis 1887 an der maschinentechnischen Abteilung der Technischen Hochschule München. Nach seinem Abschluss war er zunächst als Maschinenbau-Ingenieur für die Locomotivfabrik Krauss & Comp. (Krauss-Maffei) sowie für die Gesellschaft für Lindes Eismaschinen AG tätig.
Am 1. November 1894 wurde er zum Professor an der Königlich Bayerischen Akademie für Landwirtschaft und Brauwesen in Weihenstephan (späteres Wissenschaftszentrum Weihenstephan für Ernährung, Landnutzung und Umwelt der Technischen Universität München) ernannt, ab 1904 amtierte er auch als Vorstand der Akademie.
Am 23. Dezember 1936 wurde ihm die Ehrenbürgerwürde der Stadt Freising verliehen. Nordwestlich der Innenstadt wurde eine Straße nach ihm benannt.
In München-Untermenzing existiert eine nach ihm benannte Straße.

## Leistungen
Seine Ernennung zum Professor im Jahr 1894 gilt als Geburtsstunde zahlreicher Lehrstühle in Weihenstephan. Unter anderem gehen die heutigen Lehrstühle für Energie- und Umwelttechnik der Lebensmittelindustrie sowie für Lebensmittelverpackungstechnik auf ihn zurück. Er war einer der wichtigsten Hochschullehrer der Akademie für Landwirtschaft und Brauwesen in Weihenstephan.
Die Brauerei mit Verwaltergebäude in Stein an der Traun, eine Dreiflügelanlage, wurde nach seinem Entwurf gebaut und ist in der Denkmalliste für die Stadt Traunreut eingetragen.